# Obština Čavdar
Obština Čavdar (bulharsky Община Чавдар) je bulharská jednotka územní samosprávy v Sofijské oblasti. Leží v západním Bulharsku, ve Zlaticko-pirdopské kotlině, jedné ze Zabalkánských kotlin, a na severních svazích Sredné gory. Obština je totožná se vsí Čavdar a kromě ní nezahrnuje žádná jiná sídla. Žije zde zhruba tisíc stálých obyvatel.

## Sídla
Obština má jediné sídlo – ves Čavdar.

## Sousední obštiny
| Růžice kompasu |         | Čelopeč        | Zlatica      | Růžice kompasu |
| Růžice kompasu | Mirkovo | Sever          |              | Růžice kompasu |
| Růžice kompasu | Mirkovo | Obština Čavdar |              | Růžice kompasu |
| Růžice kompasu | Mirkovo | Jih            |              | Růžice kompasu |
| Růžice kompasu | Zlatica |                | Panagjurište | Růžice kompasu |

## Obyvatelstvo
V obštině žije 1 027 stálých obyvatel a včetně přechodně hlášených obyvatel 1 219 . Podle sčítáni 1. února 2011 bylo národnostní složení následující:
- Bulhaři: 1 172 (96.5 %)
- Romové: 43 (3.5 %)